# アレクシス・シモン・ベル
アレクシス・シモン・ベル（Alexis-Simon Belle、1674年1月12日 - 1734年11月21日 ）は、フランスの画家である。名誉革命の後、フランスに亡命していた反革命勢力の「ジャコバイト」やフランスの王族の肖像画を描いたことで知られている。

## 略歴
パリで、画家のジャン＝バティスト・ベル（Jean-Baptiste Belle）の息子に生まれた。父親から絵を学んだ後、サン＝ジェルマン＝アン＝レーでフランスに亡命していたジェームズ2世の宮廷で働いていたフランソワ・ド・トロワ（François de Troy: 1645/1646-1730）の工房に入門した。
イギリスとフランスの間が比較的平穏な状況でジャコバイトが自由にイギリスに行き来できた1698年ころから肖像画家として働きはじめ、1701年にジェームズ2世が亡くなった後、「王位」を継いだ、ジェームズ・フランシス・エドワード・ステュアートのもとで働いた。王立絵画彫刻アカデミーの会員に選ばれた女性肖像画家エリザベト・ソフィ・シェロンの妹でミニアチュール画家のアンヌ・シェロン（Anne Chéron: 1649–1718）と1701年に最初の結婚をした。軍服姿のジェームズ・フランシス・エドワード・ステュアートを描いたベルの肖像画は、何点か描かれ、版画にされて出版された。1714年に、フランスがスペイン継承戦争でイングランドとその同盟国に敗れ、その後のジャコバイトの反攻が失敗した後、1910年代おわりに、ジェームズ・フランシス・エドワード・ステュアートがローマに移った時には、彼に随行することを止めた。
1720年代になって、ベルの肖像画はフランス貴族の間で人気になり、若い国王ルイ15世を含む王族の肖像画も描いた。1718年に最初の妻が亡くなった後、1722年1月にオランダ出身の書店主の娘で、国王の宮廷版画家のニコラ＝アンリ・タルデュー（Nicolas-Henri Tardieu: 1674-1749）や有力な版画家のシャルル＝ニコラ・コシャン（1715-1790）の義理の妹で版画家のマリー・ニコル・ホルテルメル（Marie-Nicolle Horthemels: 1689-??）と再婚した 。
1734 年にパリで亡くなった。2度目の妻との間の息子、クレマン・ベル（Clément Belle: 1722–1806）は画家になった。

## 作品

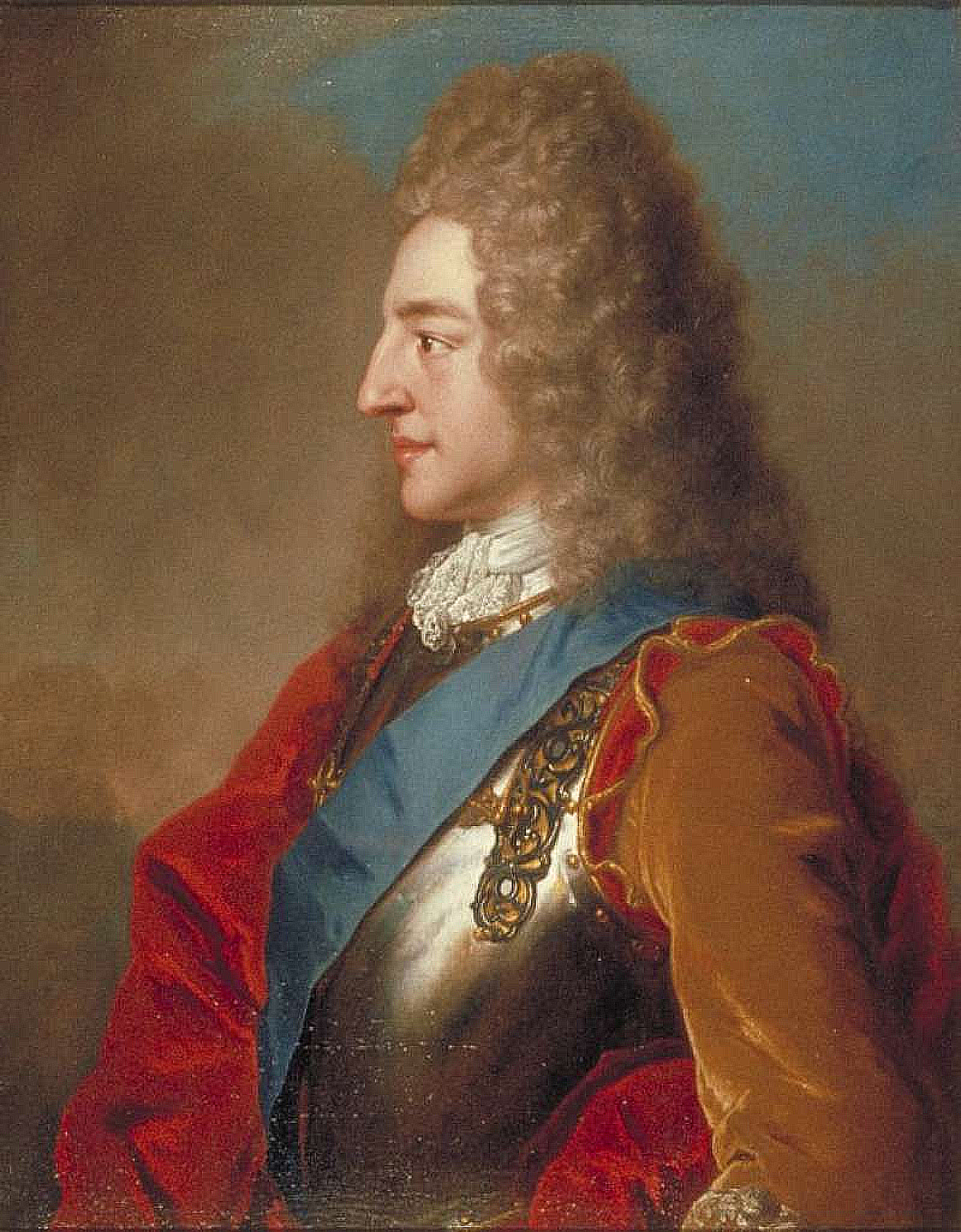
ジェームズ・フランシス・エドワード・ステュアート(1712/1714)
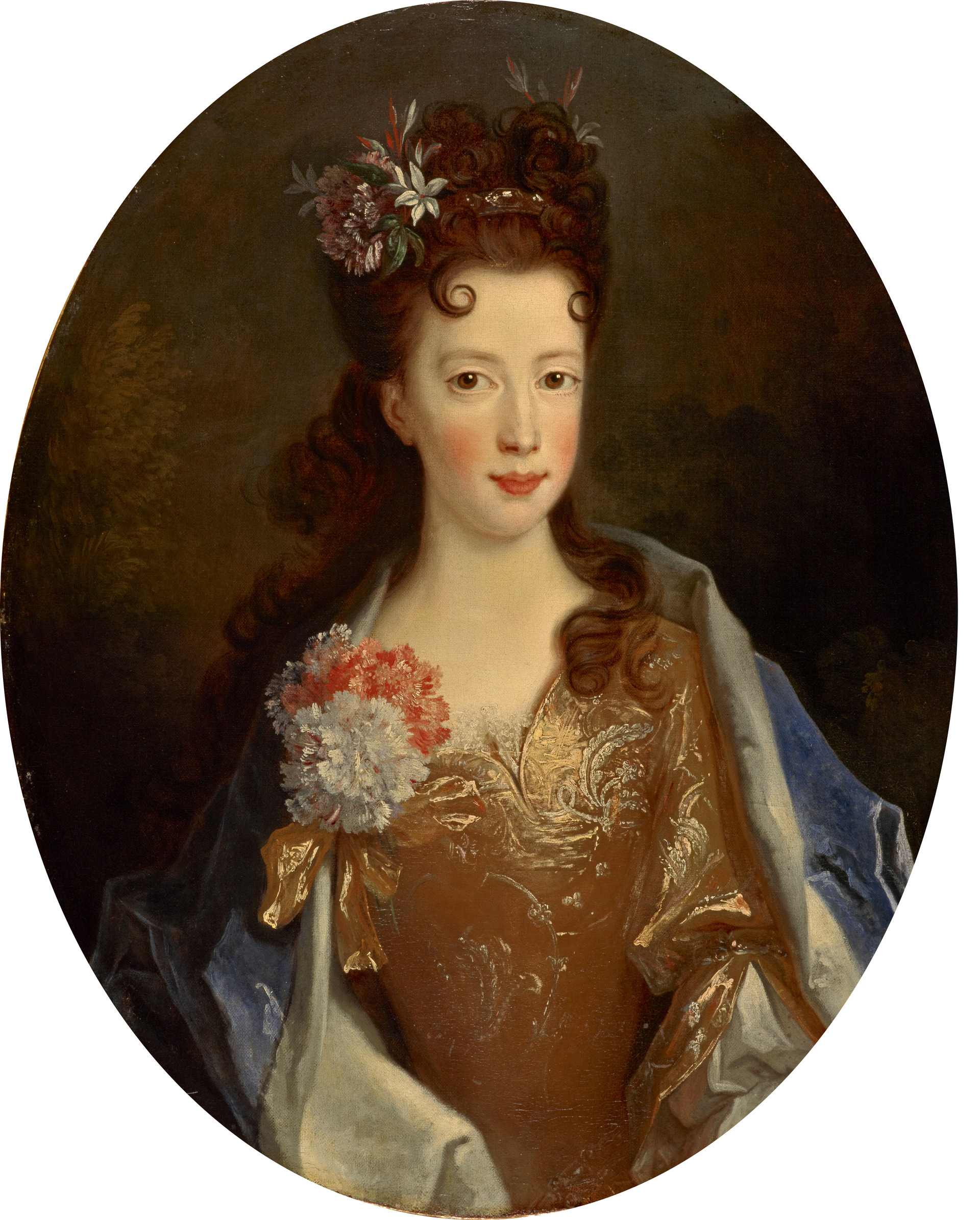
ルイーザ・マリア・テレーザ・ステュアートの肖像画(1704) スコットランド国立美術館
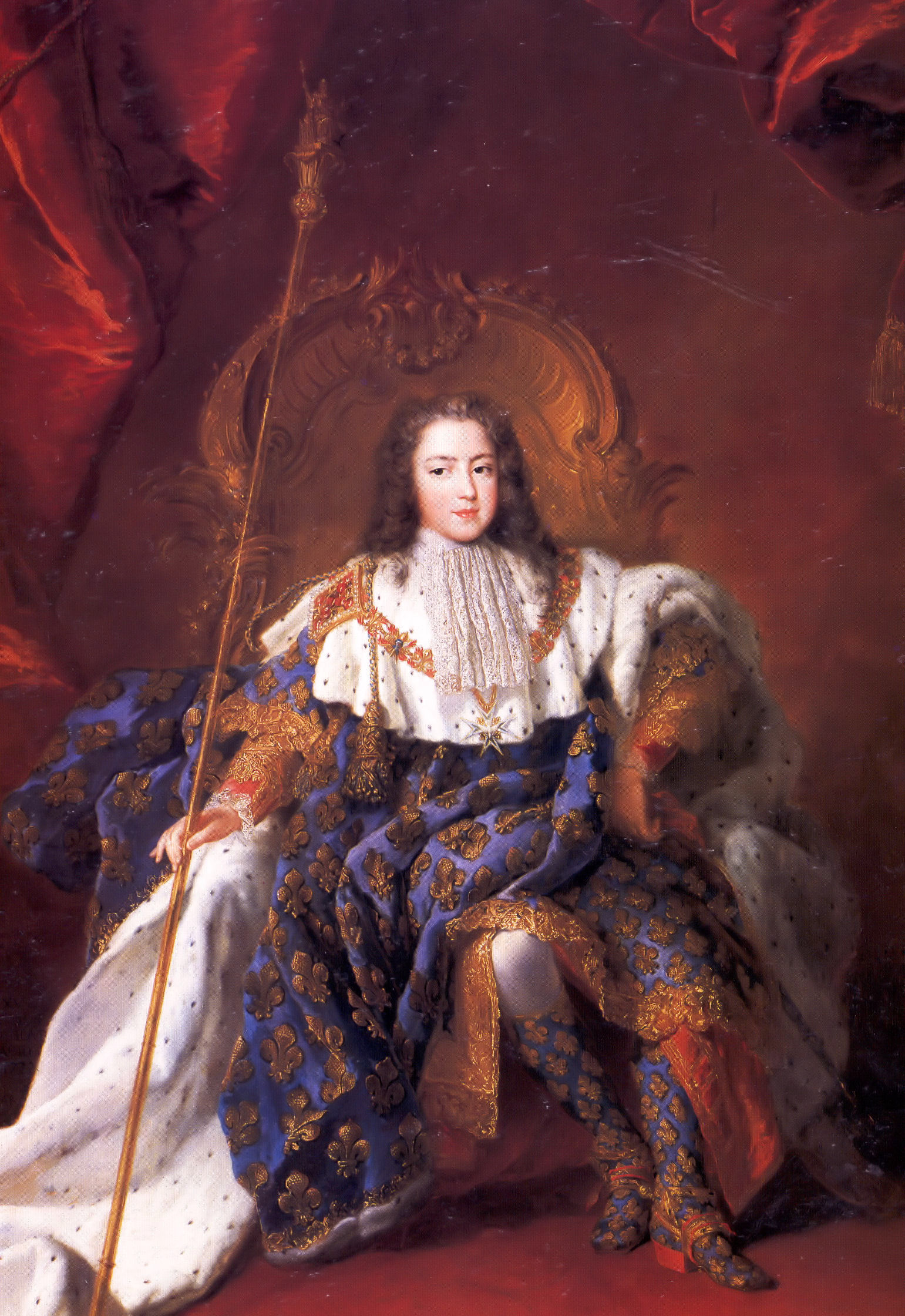
ルイ15世の肖像画(1723) ヴェルサイユ宮殿
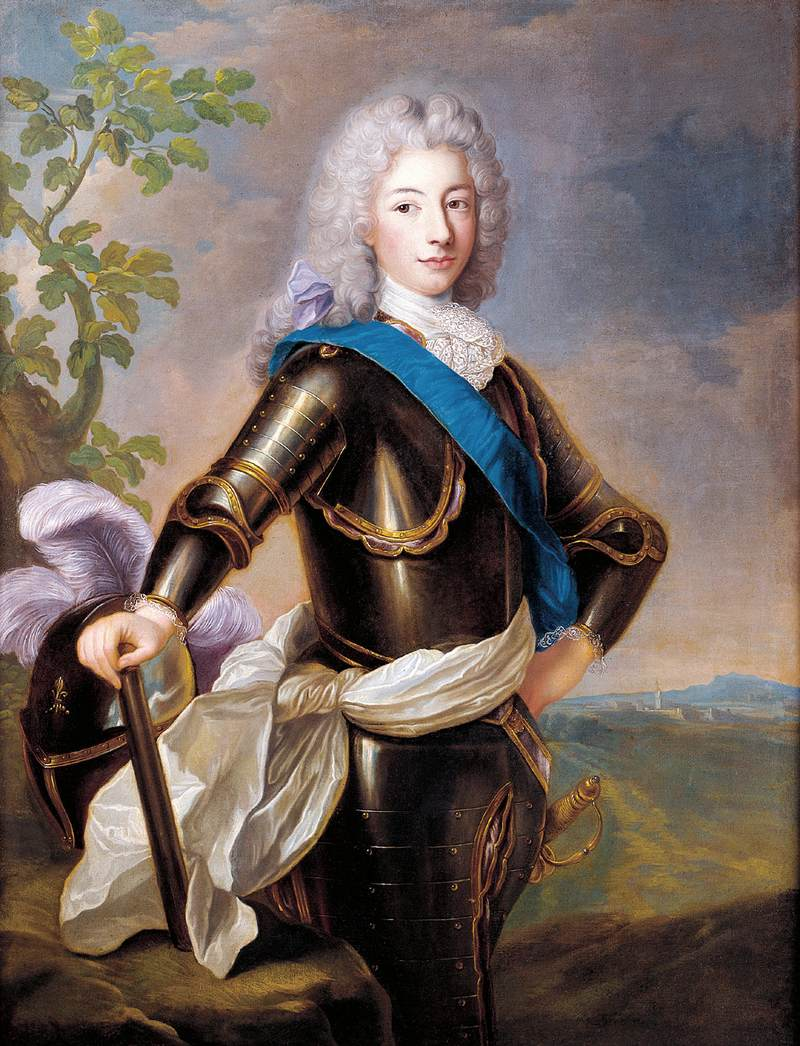
オルレアン公の肖像画(1727/1734)